# Militärflugplatz asch-Schaʿirat

i7
i11
i13
Der Militärflugplatz asch-Schaʿirat (arabisch مطار الشعيرات العسكري, DMG Maṭār aš-Šaʿīrāt al-ʿaskarī) ist ein Militärflugplatz in Syrien.
Der Flugplatz liegt südöstlich von Homs bei asch-Schaʿirat und ist einer der wichtigsten Stützpunkte der syrischen Luftstreitkräfte. Er verfügt über eine drei Kilometer lange Start- und Landebahn und 40 verbunkerte Flugzeugunterstände. Eine drei Kilometer lange Rollbahn ist darüber hinaus als Not-Start- und Landebahn nutzbar.
Seit dem Ausbruch des Bürgerkriegs in Syrien 2011 blieb die Basis fortlaufend unter der Kontrolle der Regierungskräfte und wurde im Rahmen des russischen Militäreinsatzes auch von den Luft- und Weltraumkräften Russlands benutzt.
Satellitenaufnahmen aus dem Jahr 2015 deuteten auf jüngere Bauarbeiten auf der Basis hin sowie auf von dort operierende Hubschrauber. Stratfor zufolge waren auf dem Platz ehemals zwei Staffeln Suchoi Su-22 und eine Staffel MiG-23 stationiert, ein Großteil ihrer Flugzeuge sei (Stand 2015) jedoch bereits seit längerem ausgemustert gewesen. Satellitenaufnahmen zeigen auch mehrere Gruppen ausrangierter oder ausgemusterter Flugzeuge auf dem etwa 4,7 km langen und 2,3 bis 2,9 km breiten Flugplatzgelände.
Drei Tage nach dem Giftgasvorfall in Chan Schaichun griffen die USA den Flugplatz am 7. April 2017 von zwei Kriegsschiffen im östlichen Mittelmeer aus mit Tomahawk-Marschflugkörpern an und beschädigten ihn.
Am 13. November 2022 startete Israel Raketenangriffe auf den Flugplatz. Dabei wurden zwei Soldaten getötet und drei weitere verletzt.